# Solasteridae
Solasteridae é uma família da ordem Velatida, da classe Asteroidea, do qual inclui espécies com de 9 a 18 braços.

## Gêneros
Estão descritos os seguintes géneros:
- †Brachisolaster Blake, 1993
- Crossaster Müller & Troschel, 1840
- Heterozonias Fisher, 1910
- Laetmaster Fisher, 1908
- Lophasater Verrill, 1878
- Paralophaster Fisher, 1940
- Rhipidaster Sladen, 1889
- Solaster Forbes, 1839